# شهرستان لافایت (آرکانزاس)
شهرستان لافایِت (به انگلیسی: Lafayette County) شهرستانی واقع در ایالت آرکانزاس در ایالات متحده آمریکا است.

## خصوصیات
شهرستان لافایت ۱٬۴۱۱٫۵۵ کیلومترمربع مساحت دارد.